# Waziristán
Waziristán (pashto: وزیرستان urdu: وزیرستان) es una región montañosa del noroeste de Pakistán que limita con Afganistán. Tiene una superficie de 11.585 km². Comprende el área del oeste y suroeste de Peshawar entre los ríos Tochi al norte y Gomal al sur.

## Demografía
En 1998, se estimó una población de 791 087 habitantes. Waziristán, se divide en dos regiones: Waziristán del Norte, con 361 246 habitantes (1998) y Waziristán del Sur, cuya población es de 429 841 habitantes. Sus habitantes hablan un dialecto del pastún, llamado wazirwola (وزیر واله) o waziri (وزیري). 